# Prosternini
Tribu
Les Prosternini sont une tribu d'insecte coléoptère de la famille des Elateridae, sous-famille des Dendrometrinae.

## Systématique
La tribu des Prosternini est décrite par Johannes von Nepomuk Franz Xaver Gistel en 1856.

## Présentation

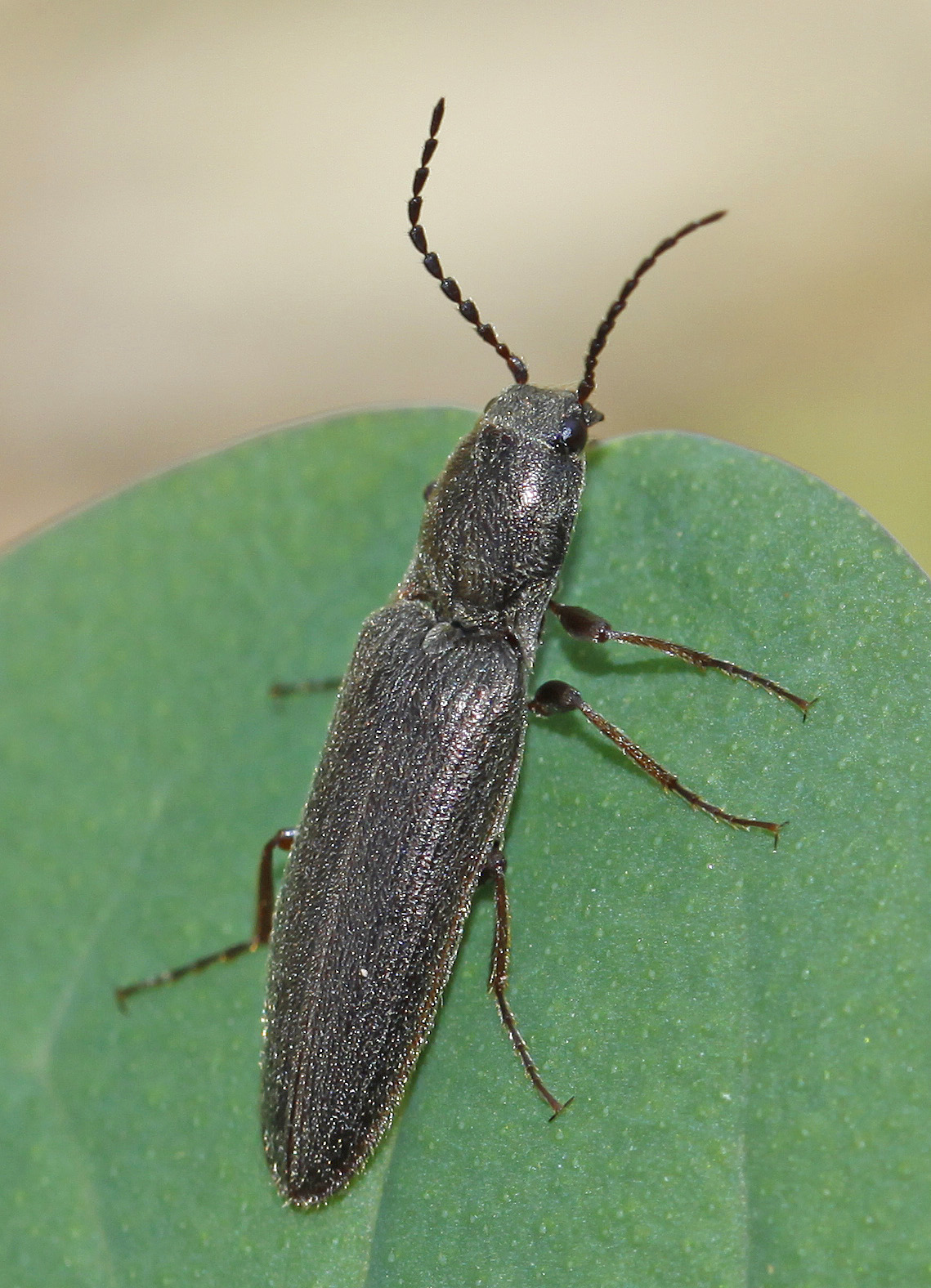
Sylvanelater cylindriformis.

Il existe au moins 20 genres et 90 espèces décrites en Amérique du Nord, et d'autres ailleurs.

### Genres nord-américains
- Actenicerus Kiesenwetter, 1858 g b
- Anostirus C.G.Thomson, 1859 g b
- Anthracopteryx Horn, 1891 b
- Beckerus Johnson in Majka & Johnson, 2008 g b
- Corymbitodes Buysson, 1904 g b
- Ctenicera Latreille, 1829 i c g b
- Eanus Leconte, 1861 g b
- Hadromorphus Motschoulsky, 1859 g b
- Hypoganus Kiesenwetter, 1858 g b
- Liotrichus Kiesenwetter, 1858 g b
- Metanomus Buysson, 1887 g b
- Neopristilophus Buysson, 1894 g b
- Nitidolimonius Johnson in Majka & Johnson, 2008 g b
- Oxygonus LeConte g b
- Paractenicera Johnson in Majka & Johnson, 2008 g b
- Prosternon Latreille, 1834 g b
- Pseudanostirus Dolin, 1964 g b
- Selatosomus Stephens, 1830 g b
- Setasomus Gurjeva, 1985 g b
- Sylvanelater Johnson in Majka & Johnson, 2008 g b

Data sources : i = ITIS, c = Catalogue of Life, g = GBIF, b = Bugguide.net,,,,

## Fossiles
Selon Paleobiology Database en 2023, il y a 14 collections pour vingt-deux occurrences de fossiles de cette tribu du Quaternaire, Miocène et Éocène.